# Crocidolomia luteolalis
Crocidolomia luteolalis là một loài bướm đêm trong họ Crambidae.